# SE.R.T.
SE.R.T. è il terzo album in studio da solista del rapper italiano Chicoria, pubblicato il 1º febbraio 2012.

## Descrizione
L'album è stato interamente prodotto da LC Beatz, tranne Trinità, Tripudio e 1979, prodotte rispettivamente da The Orthopedic, Dr. Cream e Sick Luke.

## Tracce
1. Get on your grind – 3:57
2. Colpo in canna (feat. Gast, Nex Cassel) – 4:46
3. Skit pt. 1
4. Trinità (feat. Gast, Noyz Narcos) – 3:04
5. Bravetta & Pantano (feat. 1Zuckero) – 2:48
6. Lonely streets (feat. Duke Montana) – 2:42
7. Ancora più in basso – 3:44
8. Storie da spaccino – 3:06
9. Non escludo e ritorno (feat. Mystic One) – 3:55
10. Polvere alla polvere (feat. Duke Montana) – 2:50
11. Colpiscimi più forte – 3:30
12. Skit pt. 2
13. Consegna e trasporto – 2:37
14. Sucker free – 3:20
15. Tripudio (feat. Noyz Narcos, Rasty Kilo) – 4:00
16. Just let me go (feat. BEA) – 3:09
17. 1979 – 3:24

Fresh Kill è il settimo album in studio da solista del rapper italiano Metal Carter, pubblicato e distribuito dalla Time To Kill Records a partire dal 16 Ottobre 2020.